# Trixini
Trixini (* 3. September 1933 in Villingen im Schwarzwald als Hansjörg Kindler; † 22. August 2015 in Kempten (Allgäu)) war ein deutscher Theologe, Puppenspieler und Zauberkünstler.

## Leben
Kindler besuchte die Schule Schloss Salem. Dort kam er erstmals mit den Künsten des Puppenspiels und der Zauberei in Berührung. Nach der Schulzeit ging er ein Jahr mit dem Hohnsteiner Puppentheater und der Bühne Friedrich Arndt auf Tournee und erlernte dabei Techniken des Handpuppenspiels. Danach studierte er Theologie, Philosophie und Germanistik und wurde 1962 zum römisch-katholischen Priester geweiht, war Pfarrer in Bad Säckingen, konvertierte aber später zur Alt-Katholischen Kirche. Er machte sich neben seiner theologischen Arbeit mit seinem eigenen Kindertheater selbstständig, spielte mit von Fritz Herbert Bross gestalteten Handpuppen im eigenen Theater in Paderborn und war zuletzt in Rieden am Forggensee im Allgäu ansässig. Mit seinen Aufführungen bereiste er die Bundesrepublik und 50 Länder von China bis Island und wurde als „Magier mit dem Blauen Stein“ international bekannt. Das Puppenspiel gab er 2010 auf, die Zauberei betrieb er bis wenige Wochen vor seinem Tod. Er war Autor von Büchern, teils autobiographischen Inhalts, teils Lyrik.
Außerdem setzte er sich für die Förderung der internationalen Plansprache Esperanto ein. Auch seine Bühnenprogramme präsentierte er bei sich bietender Gelegenheit auf Esperanto.

## Werke
- Hansjörg Kindler: Wegweiser zum Handpuppenspiel. Hörhold Verlag, Hildesheim 1953.
- Trixini: Paderbornerix: 151 heitere und gepfefferte Limericks aus der Domstadt. Wim-Snayder-Verlag, Paderborn 1994, ISBN 3-930302-11-X.
- Trixini: Der Magier mit dem Blauen Stein. Erlebnisse eines Zauberkünstlers. Bleicher Verlag, Gerlingen 1978, ISBN 3-88350-300-2.
- Trixini: Muriel. Snayder-Verlag, Paderborn 1998, ISBN 3-932319-87-7.
  - 2. Auflage: Bauer Verlag, Thalhofen 2003, ISBN 3-934509-39-8.
- Trixini: Die ökumenischen Hunde. Rosinen aus dem Pfarrarchiv. Bauer Verlag, Thalhofen 2008, ISBN 978-3-941013-01-8.
- Trixini: Zauberhafte Schmunzelverse. Freiburger Echo Verlag 2010.
- Trixini: Joseph der Ägypter. Bauer Verlag, Thalhofen 2012.

## Hörbuch
- Trixini: Kasper und die Wunderblume. Lava-Studios, Paderborn (ohne Jahr).